# Février 1908

## Événements
- 1er février :
  - Francis Longworth Haszard devient premier ministre de l'Île-du-Prince-Édouard.
  - régicide au Portugal. Le roi Charles Ier de Portugal et le prince héritier Louis Philippe sont assassinés à Lisbonne par des républicains agissant pour leur propre compte. Début du règne de Manuel II, roi du Portugal (fin en 1910).

- 4 février : le jeune roi Manuel II de Portugal renvoie le Premier ministre João Franco et rétablit les principales libertés. Six ministères se succèdent de 1908 à 1910.

- 8 février : premier vol de l'« Antoinette II » de Levavasseur. À noter que l'« Antoinette I » ne fut jamais expérimentée.

- 18 février : William Merlaud-Ponty devient gouverneur général de l’AOF (fin en 1916). François Joseph Clozel le remplace comme gouverneur du Soudan français (fin en 1915).

## Naissances
- 3 février : Nagai Takashi, écrivain japonais, († 1er mai 1951).
- 6 février : Ludwig Marmulla, politique allemand et résistant au nazisme († 18 novembre 1990).
- 10 février : Jean Coulthard, compositrice († 9 mars 2000).
- 15 février : Sarto Fournier, maire de Montréal († 13 juillet 1980).
- 22 février : Mahmud Aliyev, homme politique et diplomate azerbaïdjanais († 24 septembre 1958).
- 25 février :
  - Frank G. Slaughter, médecin et romancier américain († 17 mai 2001)
  - Domingo Ortega, matador espagnol († 8 mai 1988).
- 26 février :
  - Tex Avery, réalisateur de dessins animés américain († 26 août 1980).
  - Jean-Pierre Wimille, coureur automobile († 28 janvier 1949).
- 29 février : Balthus (Balthasar Klossowski de Rola), peintre français d'origine polonaise († 18 février 2001).

## Décès
- 1er février : Charles Ier, roi du Portugal.
- 5 février : Jeanne Alaux, peintre et dessinatrice française (° 17 octobre 1854).
- 17 février : Arthur Le Moyne de La Borderie (° 5 octobre 1827), historien français.
- 20 février : Guillaume-Charles Brun, peintre français (° 5 mars 1825)